# 決勝時刻：聯合行動
《使命召唤：联合进攻》是第一人称射击游戏《使命召唤》的资料片。由Gray Matter Interactive开发，同时获得Pi Studios的开发帮助，最终由Activision发行，于2004年9月14日在Microsoft Windows平台正式发布，2006年10月13日起登陆Steam平台。

## 游戏内容

United Offensive level depicting the Battle of the Bulge

单人模式与决胜时刻玩法相同，引入了新的武器，并增加了冲刺功能，玩家按住Alt可进行短暂冲锋，战役难度比初代有所增加，流程较长。游戏仍然是以二战为背景，三个国家的军人视角来展开，部分情节依旧致敬经典大片。
多人游戏方面，联合进攻包含比原版更大的地图，单人游戏中不会出现的新武器，以及游戏中全新的排名系统，这个系统授予玩家额外的奖励和分数。同时新增三个模式：坦克战，夺旗战，狙击守卫战。

### 角色
Scott Riley下士是美军战役中的第一个可玩角色。Riley中士参与了发生在巴斯托涅抵御Bois Jacques的战役，占领并清理了富瓦的任务。
James Doyle中士是聯合行動中第二个可玩角色，参与了游戏中英军的战役。Doyle是英国皇家空军B-17轰炸机的机枪手，在荷兰参与皇家空军第一个日间轰炸行动时被击落。在他被德军抓获之前，荷兰抵抗军和SAS解救了他，之后Doyle和SAS参与了在西西里岛破坏德军海岸加农炮的任务。
列兵Yuri Petrenko是聯合行動中第三个可玩角色，Petrenko参与了防御基地，清理Ponyri的街道，摧毁德军装甲师，突击并占领哈尔科夫等任务。

## 地點
| 發生國家 | 發生地點           | 著名戰役           | 備註               |
| -------- | ------------------ | ------------------ | ------------------ |
| 比利时   | 巴斯托涅           | 突出部之役         |                    |
| 比利时   | 富瓦               | 突出部之役         |                    |
| 比利时   | Noville (Bastogne) | 突出部之役         |                    |
| -        | 英吉利海峽至德國   | 二戰期間的戰略轟炸 | B-17轟炸機機槍射手 |
| 荷蘭     | -                  |                    |                    |
| 義大利   | 西西里島           | 西西里島戰役       |                    |
| 苏联     | 庫斯克             | 庫斯克會戰         |                    |
| 苏联     | Ponyri             | 庫斯克會戰的一環   |                    |
| 苏联     | 普洛霍羅夫卡       | 普洛霍羅夫卡戰役   | 駕駛T-34坦克       |
| 苏联     | 哈尔科夫           | 第四次哈尔科夫战役 |                    |

## 武器

### 美軍
美軍使用武器：
- M1911手槍
- 湯普森衝鋒槍
- M1A1 卡宾枪
- M1加兰德步枪
- M1903春田狙擊步槍
- 白朗寧自動步槍
- 白朗寧M1919中型機槍
- 勃朗宁M2重机枪
- 巴祖卡M9A1火箭筒
- M2破片手榴彈

### 英軍
英軍使用武器：
- 韦伯利·马克四世Mark IV手槍
- 斯登Mk II衝鋒槍
- 李-恩菲爾德步槍
- 布倫輕機槍
- MK1破片手榴彈

### 蘇軍
蘇軍使用武器：
- 托卡列夫TT-33手枪
- PPSh-41冲锋枪
- 莫辛-納甘步槍
- 托卡列夫SVT-40步槍
- 莫辛-納甘狙擊步槍
- 捷佳列夫DP轻机枪
- SG-43中型机枪
- RGD-33木柄手榴彈
- RDG-1烟雾弹

### 德軍
德軍使用武器：
- P38魯格手槍
- MP40衝鋒枪
- MP44突擊步槍
- Gew 43步枪
- FG42傘兵步枪
- Kar98k步槍
- Kar98k狙擊步槍
- MG34轻机枪
- MG42轻机枪
- 35型火焰喷射器
- Panzerfaust火箭筒
- “铁拳”无后坐力炮
- 2厘米 30/38年式高射炮
- 24型柄式手榴弹